# Palais de Glace (Buenos Aires)

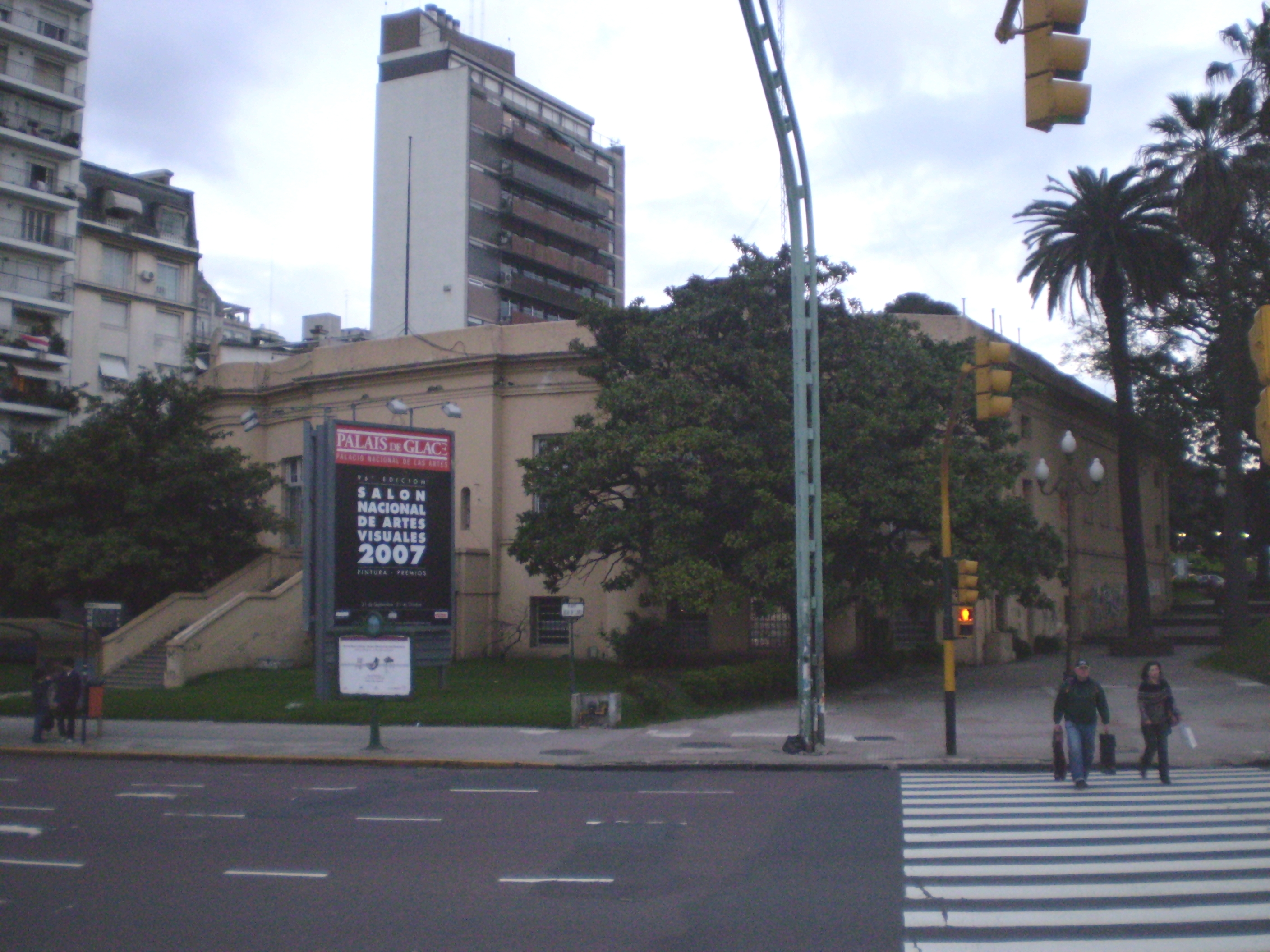
Palais de Glace

Der Palais de Glace ist eine ehemalige Eiskunstlaufhalle in der argentinischen Hauptstadt Buenos Aires. Sie wurde nach dem Vorbild des Palais de Glace in Paris von J. L. Ruiz Basadre entworfen und 1911 eingeweiht. Sie befindet sich an der Calle Posadas 1725 im Stadtteil Recoleta. Der Palais de Glace ist als Historisches Monument unter Denkmalschutz gestellt.

## Überblick
Im zentralen Bereich des Gebäudes ist die kreisförmige Eislauffläche untergebracht, die von Logen und Räumen für Gesellschaften und Treffen umgeben ist. Die Kühlanlage war im Keller untergebracht, auf der ersten Etage befanden sich ein Balkon, ein Café und eine Orgel. Das Gebäude hat ein gewölbtes Dach mit einem großen Oberlicht, das für natürliches Licht auf der Eislauffläche darunter sorgte.
Als die Popularität des Eislaufs abnahm und der Tango Argentino gesellschaftlich akzeptiert wurde, wurde der Palais de Glace in ein Tanzlokal umgewandelt. Viele bekannte Tango-Orchester und -Tänzer traten hier auf, aber gegen Ende der 1920er Jahre verfiel das Gebäude allmählich und 1931 wurde es dem Ministerium für Erziehung und Justiz unterstellt. 
Das Gebäude wurde dann als Dirección Nacional de Bellas Artes genutzt und von 1932 bis 1954 wurde hier der jährliche Salón Nacional de Bellas Artes (Nationalausstellung der Schönen Künste) veranstaltet. Hierfür wurde das Palais 1931 von Alejandro Bustillo umgebaut, 1934 entstanden innen drei große Wandgemälde. 1935 wurde auch die Fassade modernisiert.
Zwischen 1954 und 1960 wurde das Gebäude vom Fernsehsender Canal 7 als Studio genutzt. Seit 1960 finden hier verschiedene Ausstellungen und Konzerte statt, darunter noch einmal der Salón Nacional.